# رنگین‌تاب قهوه‌ای
رنگین‌تاب قهوه‌ای (نام علمی: Brachygalba lugubris) نام یک گونه از تیره رنگین‌تاب است.